# باشگاه فوتبال گنگام
باشگاه فوتبال گنگام (فرانسوی: En Avant de Guingamp‎) یک باشگاه فوتبال فرانسوی است که در سال ۱۹۱۲ در گنگام تأسیس شده‌است.
این باشگاه به مدت 13 فصل در لیگ 1، لیگ برتر فوتبال فرانسه ظاهر شده است و با توجه به جمعیت کم 7000 نفری گنگام به دلیل موفقیت نسبی خود شناخته شده است.
این تیم هم‌اکنون در لیگ 2 حضور دارد.

## بازیکنان برجسته
برخی از بازیکنانی که در دوران حرفه‌ای خود برای این تیم بازی کرده‌اند:
- دیدیه دروگبا
- فلورن مالودا
- لورن کوشیلنی
- آندرژی سارماش
- بلیس کواسی
- عبدالحفیظ تاسوافت
- فیلیپه ساد
- بنجامین آنگووا
- جیمی بریاند
- استفان گیوارش

## افتخارات

### کشوری
- شامپیونت ناسیونال
  - قهرمان (۱): ۱۹۹۴
- جام حذفی فوتبال فرانسه
  - قهرمان (۲): ۲۰۰۹ و ۲۰۱۴
  - نائب قهرمان (۱): ۱۹۹۷
- سوپر جام فوتبال فرانسه
  - نائب قهرمان (۱): ۲۰۰۹ و ۲۰۱۴
- جام بریتانیا
  - قهرمان (۲): ۱۹۷۵ و ۱۹۷۹
  - نائب قهرمان (۲): ۱۹۴۷ و ۱۹۵۲

### اروپایی
- جام اینترتوتو
  - قهرمان (۱): ۱۹۹۶